# T'BONE
T'BONE（ティーボーン、本名：嶋崎 知子（旧姓 那須）、1972年8月2日）は、日本のナレーター、声優、DJ、MC。株式会社ヘリンボーン所属。東京都在住。

## 来歴
福岡女学院中学校・高等学校、長崎外国語大学、アメリカ・サンディエゴのJohn Robert Powers entertainment schoolsystem Lajolla, California (Film & Television) 卒業。
帰国後、福岡空港に就職館内・航空アナウンスをしていた。ラッパーMCとして音楽活動中、福岡に開局したコミュニティーFMである天神エフエムのDJにスカウトされHIPHOP番組担当。後にCROSS FM、FM FUKUOKA番組DJ、イベント主催、楽曲制作、ダンサー、DJと共に各地でライブやショー、総合司会として活動。
上京後、ユニットやバンド(STONEHENXE)結成。VOCAL兼RAPPERとして映画やドラマ向けにサントラ楽曲提供。TOKYO FM、INTER FM DJとしても活動。
放送作家たむらようこ設立ベイビー・プラネットに所属し特番やフジテレビ・はじめて記念日のナレーションを番組開始から3年間努めた。
2011年12月男児出産、2012年3月30日番組卒業。事務所移籍後はスズキワゴンRなどTVCM中心に復帰。
現在は主にテレビCM、番組等のナレーター、声優である。日本語と英語のバイリンガル。

### 名前に関するエトセトラ
T'BONEとはアメリカ在住時、RAPを始めた際のステージニックネーム。TとBの間には「'(シングル)クォーテーション」が入る。
ファーストネームからとった『T』と牛肉の中で最も美味しいとされるサーロインとヒレを同時にカットした骨付き肉『T-BONEステーキ』から「骨のある、2度美味しい、贅沢、ONE&ONLY」などの意が込められている。

### TV CM 番組、他ナレーション
(2021-2019)
- ドミノ・ピザ
- TOYOTA
- スクエアエニックス FINAL FANTASY BRAVE EXVIUS
- プレミアアンチエイジング「CANADEL」
- コトダマン×HUNTER HUNTER
- ENEOS
- DHC
- JR東日本
- ニトリ
- 小学館「DIME」
- ゲオ
- NOVARTIS
- 共同テレビジョン
- 東進ハイスクール
- DHC ルミニーク
- イオングループ イオンモール
- ABCマート×reebok
- 精糖工業会「シュガーチャレンジ」
- 映画『ヒンディミディアム』日本版劇場予告

- microsoft windows japan 日本マイクロソフト
- ユニリーバ ダヴシャンプー＆コンディショナーモイスチャーヘアケア
- (株)ツナググループ・イノベーションズ（旧インディバル）「ショットワークスコンビニ」
- LAWSON E-GIRLS E.G POWER2019 スタンプラリー
- CASIO プリヴィアPrivia／CELVIANO

(2018)
- DHC Q10 ルミニストファンデーション インタラクティブムービー
- ユニリーバ ダヴシャンプー＆コンディショナーモイスチャーヘアケア
- カネボウ DEW web
- マドンナ MADONNA MDNA SKIN「リジュビネーター」「フィロソフィー」
- 花王 ビオレ メイク落とし 「ふくだけコットン うるおいリッチ」「パーフェクトオイル」
- 精糖工業会「シュガーチャレンジ」
- ドミノ・ピザ「ウルトラ盛り4倍チーズ」「チーズバースト」
- 大東電機工業 スライヴ（THRIVE）フィットネス機器「バランスボーイ」
- ドミノ・ピザ「ミッション20ミニッツ　チョッパヤ体験」
- 花王 ビオレ メイク落とし 「ふくだけコットン うるおいリッチ」「パーフェクトオイル」
- ニトリ 「キャビネット2018」「家具バリュー」

(2017)
- 映画『RAWロウ〜少女のめざめ〜』日本版予告
- DHC Q10ファンデ インタラクティブムービー
- DENSO「第45回東京モーターショー2017」空間移動型VR（バーチャルリアリティ）モックカー
- ニトリ 「ニトリのクリスマス2017」
- マドンナ MADONNA MDNA SKIN「リジュビネーター」「フィロソフィー」
- 花王 ビオレ メイク落とし 「ふくだけコットン うるおいリッチ」「パーフェクトオイル」
- ボクシング フィットネススタジオ b-monster
- 大東電機工業 スライヴ（THRIVE）フィットネス機器「ロデオボーイ」
- モンスターストライク XFLAG PARK 2017 Xtreme striker's show ROOM-X 〜Monst Lab Tours〜 A.I人工知能役
- ABCマート×アディダス Adidas 大屋夏南 出演 ADIDAS ORIGINALS Shell Toe Slip On/STAN SMITH Comfort
- ジョンソン・エンド・ジョンソン BAND-AIDバンドエイド キズパワーパッド
- 花王 ケープ3Dエクストラキープ
- ルノー「ルーテシア」

(2016)
- Amazon.co.jp アマゾンプライムビデオ ビリー・ボブ・ソーントン主演 弁護士ビリー・マクブライド「Goliath」予告編
- 日産自動車 日産・ノート E12 e-POWER ショールーム
- ABCマート×コンバース Converse emma出演
- BS朝日 ヒロミ出演  あそびの学校 ヒロミが教える大人ライフ
- DHC Q10ファンデ  内田有紀出演
- ウォルト・ディズニー・カンパニー 映画 ジャングル・ブック 2016（The Jungle Book）for commercial use
- ジョンソン・エンド・ジョンソン BAND-AIDバンドエイド キズパワーパッド
- マクドナルド「ポテ撮り」
- ミツカン まぜつゆシリーズ 佐藤隆太出演
- フジテレビ主催 blast! plays disney
- P&G オリンピックワールドワイド公式パートナー 錦織圭 石川佳純出演
- TOTO システムキッチン「ザ・クラッソ」CRASSO ショールーム
- エスビー食品 李錦記シリーズ
- DHC プロティンダイエット 坂口憲二出演 トロピカル編 心得編 他
- ABCマート×アディダス Adidas 小松菜奈 emma出演 ADIDAS ORIGINALS SUPER STAR/STAN SMITH
- マドンナ MADONNA MDNA SKIN「リジュビネーター」「フィロソフィー」編
- ショップジャパン 織田信成出演 セラミックフライパン「セラフィット」すべーる!スケート篇
- 花王 ケープ3Dエクストラキープ
- レコチョク dヒッツ 倖田來未

(2015)
- DHC プロティンダイエット 坂口憲二出演
- 花王 ケープ３Ｄエクストラキープ
- 富士通FUJITSU デザイン GUI Next Plus video
- アディダスAdidas公式 women's YOGA/FITNESS web-video
- WOWOW 番組インフォメーション
- 株式会社ヴェントゥーノ エフキュア
- ユニ・チャーム ソフィ はだおもい 告白編
- ウォルト・ディズニー・カンパニー 映画 イントゥ・ザ・ウッズ（Into the Woods）for commercial use

(2014)
- 花王 ケープ３Ｄエクストラキープ
- シチズンホールディングス エコ・ドライブ サテライト ウエーブ Ｆ１００ スペシャルムービー＆カタログ
- ジョンソン・エンド・ジョンソン ボディケア リッチスパシリーズ プレミアムビューティーシャワージェル 美肌の彼女の秘密篇
- ユニ・チャーム ソフィ はだおもい 告白編
- 三菱自動車工業 三菱・アウトランダー プラグインハイブリッド Let's PHEV! キャンペーン TVCM/RADIOCM
- ホットペッパー (フリーペーパー)　ホットペッパービューティー ハワイ編
- エフエム東京 あすなろ法律事務所「お抱え弁護士相談」タイトルコール
- スズキ 大阪オートメッセ ブースV 2014
- レコチョク 三浦大知 Anchor
- ニュースキン TANITA監修　genLOC TR90 BODYSYSTEM　エクササイズ VIDEO

(2013)
- JRA 日本中央競馬会 ジャパンカップ2013 出走馬紹介ターフビジョン
- BOSE 『Bose ADVENTURE』 (移動型エキシビションシアター）
- 花王 バブ めぐりズム ラジオＣＭ
- ワコール アジア海外用　ラジオＣＭ
- ファミリーイナダ 奥田瑛二出演 ダブルエンジン
- イオングループ 栗山千明出演 イオンモール〜DO MALL！AEON MALL FES！
- スズキ ワゴンRスティングレー冨永愛、山田優、道端ジェシカ出演　LED EYES編

(2009〜2012)
- フジテレビ
  - はじめて記念日
  - ユニ・チャーム オヤスミマン TVCM
  - 1Hセンス メルセデス・ベンツ メルセデスカフェ TVCM

(2008)
- TLC Left Eyeアルバム『Eye-Legacy』

### テレビ
- フジテレビ
  - はじめて記念日
  - 印税!スター誕生
  - 婚活 AND THE CITY
- テレビ東京
  - 音流〜On Ryu〜
- NHK
  - 堂本光一のNEWS LABO
  - ママがのぞいた子どもの時間〜風の谷幼稚園の父母のビデオから〜
- 関西テレビ
  - オッチモ! ラブソムリエール
- BeeTV
  - 東京イケメン図鑑
  - 王子の愛ことば

### 機内放送
- 日本航空
  - 日本のワザ〜伝える使える匠たちの知恵

### ラジオ
- INTER FM
  - KSG
- TOKYO FM
  - 地上デジタル音声放送デジタルラジオHOT TRACKS
- fm fukuoka
  - SPY MASTER presents RADIO-SPY　他
- CROSS FM
  - WEEKEND VIEW SUNDAY T'BONE EDITION　他
- 天神エフエム FREE WAVE
  - HIP HOP FACTORY　他

### その他
- アドギア・バンダイビジュアル製作ホラー映画
  - 『ナイチンゲーロ』CM楽曲提供（STONEHENXE）
- テレビ東京
  - 『魔弾戦記リュウケンドー』CM楽曲提供（STONEHENXE）